# Bulgarische Fußballmeisterschaft 1932
Die Bulgarische Fußballmeisterschaft 1932 war die achte Spielzeit der höchsten bulgarischen Fußballspielklasse. Die Gewinner der dreizehn regionalen Bezirke ermittelten den Meister im Pokalmodus.

## Teilnehmer
| - Borislaw Stara Sagora - Bulgaria Chaskowo - Lewski Dupniza - Lewski Russe - Maria Luisa Lom - Khan Omurtag Schumen - Orel-Tschegan 30 Wraza | - Slawa Jambol - Slawia Sofia - Pobeda 26 Plewen - Schipenski Sokol Warna - Sokol Plowdiw - Tschardafon Gabrowo |

## 1. Runde
Ein Freilos erhielten: Lewski Russe, Sokol Plowdiw und Bulgaria Chaskowo
|                        | Ergebnis |                       |
| ---------------------- | -------- | --------------------- |
| Slawia Sofia           | 4:0      | Lewski Dupniza        |
| Orel-Tschegan 30 Wraza | 2:1      | Maria Luisa Lom       |
| Schipenski Sokol Warna | 6:2      | Khan Omurtag Schumen  |
| Slawa Jambol           | 3:0      | Borislaw Stara Sagora |
| Tschardafon Gabrowo    | 1:3      | Pobeda 26 Plewen      |

## Viertelfinale
|                  | Ergebnis |                        |
| ---------------- | -------- | ---------------------- |
| Slawia Sofia     | 5:0      | Slawa Jambol           |
| Lewski Russe     | 0:2      | Schipenski Sokol Warna |
| Pobeda 26 Plewen | 3:2      | Orel-Tschegan 30 Wraza |
| Sokol Plowdiw    | 3:1      | Bulgaria Chaskowo      |

## Halbfinale
|                        | Ergebnis |                  |
| ---------------------- | -------- | ---------------- |
| Slawia Sofia           | 5:0      | Sokol Plowdiw    |
| Schipenski Sokol Warna | 4:1      | Pobeda 26 Plewen |

## Finale
| Datum      |              | Ergebnis  |                        |
| ---------- | ------------ | --------- | ---------------------- |
| 18.09.1932 | Slawia Sofia | 1:2 n. V. | Schipenski Sokol Warna |